# デビルメイクライ3 (パチスロ)
『DEVIL MAY CRY 3』（デビルメイクライ スリー）は、2007年6月にロデオより発売されたパチスロ機（5号機）である。保通協による型式名は『デビルメイクライスリー』。
カプコンより発売されたPlayStation 2用ゲームソフト『デビルメイクライ3』のタイアップ機。「3」となっているが、デビルメイクライシリーズでパチスロ化したのは今作が初。

## 概要
ビッグボーナスとレギュラーボーナスの2種類のボーナスを搭載。ビッグボーナスは払出枚数466枚で、5号機最高純増枚数448枚のS-BIGとデビルボーナス（DB）の2種類がある。DBについては後述。レギュラーボーナスは純増112枚。
S-BIGは赤7揃いと青7揃いの2種類で、DBは赤赤青・青青赤・赤青赤・青赤青の4種類。レギュラーボーナスは赤BAR赤・赤BAR青・青BAR青・青BAR赤の4種類。
5号機屈指のコイン持ちの良さを誇り、天井RT機能を搭載している。2・3枚掛け専用4ライン機。

### DEVIL BONUS
デビルボーナスに突入すると液晶演出上ではダンテとバージルのバトル演出が始まり、ダンテが勝利もしくはバージルの攻撃を回避するか耐えればダンテJACゲーム、バージルが勝利すればバージルJACゲームが開始する。内部的には小役ゲームで抽選を行い、当選した方のJACに突入する仕組みとなっている。JACが終了すると再び小役ゲームに移行し、466枚獲得するまで続く。平均JACは4.5回で平均獲得枚数は約360枚。
- DANTE JAC GAME
  - ダンテメインのJACゲーム
  - 2枚掛け払出15枚で純増13枚
  - 13枚×8回で約104枚
- VERGIL JAC GAME
  - バージルメインのJACゲーム
  - 3枚掛け払出6枚で純増3枚
  - 3枚×8回で約24枚

### 天井RT
- 突入条件：ボーナス間1200G、もしくはRAMクリア時
- 終了条件：ボーナス成立、もしくは特殊リプレイ成立

特殊リプレイが入賞すると次回天井RTは1000Gとなる。特殊リプレイは3枚掛けでは成立しないが、2枚掛けの場合のみ特殊リプレイ率が1/7.3となってしまうので、RT中は2枚掛けは厳禁である。
RT中はコイン持ちが良くなり、現状維持から微増まで見込める。設定変更してもゲーム数は引き継がれるので宵越し狙いが可能。

## 演出

### 小役告知演出
- 決めポーズ演出（詳細別項）

　…火柱の色で小役告知
- 塔演出（詳細別項）

　…敵の色で小役告知
- エネミー演出（詳細別項）

　…敵キャラの色で小役告知
- 夜空演出（詳細別項）

　…ペンダント・バイクの煙の色で小役告知
- レディバイク演出（詳細別項）

　…ホットパンツ・バイクの煙の色で小役告知
- ロケット演出（詳細別項）

　…レディバイク演出から発展。ロケットの色で小役告知
- 紋章演出

　…紋章の色で小役告知
　　（左回りで炎が点灯するとアツい）
- 呪われた扉演出

　…呪の手の色で小役告知（手が消えたらハズレ）
- ジェスター演出

　…ジェスターの足元に撃った弾丸の煙の色で小役告知
- コンボテーブル演出

　・「Crazy」…ハズレorリプレイor一枚役
　・「Blast」…ピストル（ベル）
　・「Alright」…チェリー・スイカ
　・「Stylish」…ハズレ・チェリー・スイカ・一枚役
- ダンテの動きで小役告知

　・上を見上げる…リプレイ対応
　・左右に首を振る…ピストル（ベル）対応
　・掌を見る…スイカ対応
　・手をグーパーする…チェリー対応
　・指ポキ…全小役対応（激アツ）
　・魔人化…全小役対応（ボーナス確定）
- 背景演出

　・紋章輪…ダンテの前後に紋章輪が登場。発光している色の小役に対応　第三ボタン停止時に白紋章輪が発生すると熱い（主にハズレ、一枚役対応）
　・街灯・壁の紋様…壁にかかっている街灯、壁の模様が光る。発光した色の小役に対応　白色は再点灯で激アツ（再点灯しない白色はただの通常時）
　・もや…画面全体をもやが覆う。発生したもやの色の小役に対応
　・チェスの駒…画面内にチェス駒が落下　「ボーン」…リプレイ　「ナイト」…ピストル（ベル）「ルーク」…スイカ　「クイーン」…チェリー　同時に6個落下で全小役対応（激アツ）
- その他の小役告知

　・シャンデリア点灯・街灯点灯
　・石像の目が光る・リベリオン発光・コンボテーブルの発光

### 小役ナビキャラ演出
コンボテーブルの上にミニキャラが出現する。ミニキャラの色で小役ナビ。対応役は以下の通り。 

### 決めポーズ演出
ダンテが武器を持ってスタイリッシュに踊り、決めポーズをする演出
　演目はアグニ＆ルドラ、ケルベロス、ネヴァン3種
　ほとんどが銃弾演出から発展

### 塔演出
ダンテが塔から落ちながら、剣や銃で敵を倒す演出。敵の色で小役ナビ
　・ダンテが剣を投げた後、それをキャッチして飛び立ったらバトル、ミッションに発展。 
　・ダンテが銃を乱射した後、そのまま落ちていったらオーブ演出に発展。 　→「Let's rock!!」と言いながら落ちていったら激アツ。 

### レディバイク演出
レディがバイクをふかす演出。ホットパンツの色、バイクの煙で小役ナビ。（バイクの排気に強弱有）
　
　レディバイク演出からロケット演出（ダンテにレディがロケットを撃つ演出）に発展。ロケットの煙の色で小役ナビ。
　ロケットを撃つ時に「ファイア！」と言えば激アツ

### 夜空演出
レディが夜空を見上げる演出。ペンダント、バイクの煙で小役ナビ。（バイクの排気に強弱有）
　レディが涙を流すと激アツ。
　流れ星がたくさん流れると激アツ。

　　上記レディバイク・夜空2つのいずれかから、オーブ演出、ミッション、バトルに発展すると期待度アップ
　　レディの服装も豹柄＞ツナギ＞ホットパンツの順で期待度が変わる

### エネミー演出
武器を構えたダンテを敵が襲撃する演出。敵の色で小役ナビ
　　 ダンテが所持する武器、敵、アングルは以下の通り。
- エボニー＆アイボリー → ブラッドゴイル【正面】
- リベリオン → ヘルプライド【左手側】
- アルテミス → ブラッドゴイル【右手側】
- ネヴァン → エニグマ【正面】（アツい）
- アグニ＆ルドラ → ヘルプライド【左手側】（アツい）
- ケルベロス → ヘルプライド【右手側】（アツい）
- ベオウルフ → エニグマ【正面】（激アツ・プレミアクラス）

　敵が逃げたらハズレ対応。
　武器とアングルが矛盾していたら激アツ。

### BATTLE
ある条件でボス戦演出に突入する。連続演出でダンテが対戦相手に勝てばボーナス確定となる。ダンテが敗北すると通常画面に戻るが、復活して勝利することもある。バトルは以下の3種。
- VSネヴァン
- VSケルベロス
- VSヘルプライド（SBBまたはDB確定）

SBB確定演出で、勝利時プレミアムービーが発生する場合がある。

### MISSION
ある条件で突入する。クリアすればボーナス確定となる。BATTLE同様、失敗しても復活して成功する事もある。
ミッションは針の迷路とバイクで塔上りの2種。
- 針の迷路

　
　・ダンテが魔人化したら激アツ
　・第二停止で槍が横からだったらアツ目。上からだったらボーナス確定。
- 塔上り

　・レディだったら激アツ
　・ダンテのセリフが「朝飯前だぜ！」だったらアツ目
　・瓦礫が落ちてこなかったら期待度少しアップ

### Orb SYSTEM
様々な演出からオーブが出現し、3つ獲得すると「Devil May Cry」とネオンが点灯し、ミッションが発動する。
- Mission
- Select Mission
- Showtime
- Are you ready
- Battle
- BONUS

### レア演出
上記の演出発生時､通常時とは異なる演出が発生する時がある。
通常時よりもアツい。
＜激アツ＞
- 天翔ける光の庭園ステージへの移行（外枠フラッシュ時小役揃いで移行）
- 通常時、ダンテ右振り向き
- 豹柄の服を着たレディ
- レディバイク演出時空を見上げた時に、星空を流星群が流れる。
- 同様演出時、レディが涙を流す。（SBB中に同様のグラフィックが見られる）
- オーブ演出時､通常のオーブより大きく､紋章付きのオーブが出現。
- エネミー演出時、武器持ちベオウルフ
- リール枠フラッシュ大

＜確定＞
- 通常時、ダンテ魔人化
- 通常時、バナーONでバージル登場
- エネミー演出時、バージル落下
- 小役揃い時回転フラッシュ
- 左リール中段にチェリー停止時BIG確定音（青7確定）

## 登場キャラクター
ダンテ
今作の主人公。通常画面ではステージを歩き、小役演出やバトル演出で活躍する。
レディ
ダンテの相棒。主に小役演出で登場する。
バージル
ダンテの双子の兄。主にデビルボーナスで登場する。
ジェスター
悪魔。主に小役演出で登場する。
ネヴァン
ボス。バトル演出で登場する。
ケルベロス
ボス。バトル演出で登場する。

## ボーナス確率
| 設定 | 機械割 | ボーナス合算 | BIG確率 | REG確率 | S-BIG確率 | DB確率 |
| ---- | ------ | ------------ | ------- | ------- | --------- | ------ |
| 1    | 98.4%  | 1/291        | 1/475   | 1/753   | 1/2621    | 1/580  |
| 2    | 100.6% | 1/284        | 1/465   | 1/728   | 1/2621    | 1/565  |
| 3    | 102.8% | 1/256        | 1/423   | 1/649   | 1/3121    | 1/489  |
| 4    | 105.1% | 1/249        | 1/415   | 1/624   | 1/3277    | 1/475  |
| 5    | 107.6% | 1/232        | 1/386   | 1/585   | 1/3449    | 1/434  |
| 6    | 111.2% | 1/216        | 1/356   | 1/546   | 1/3449    | 1/397  |